# Paveh (Verwaltungsbezirk)
Paveh (persisch شهرستان پاوه) ist ein Schahrestan in der Provinz Kermānschāh im Iran. Er enthält die Stadt Paveh, welche die Hauptstadt des Verwaltungsbezirks ist.

## Demografie
Bei der Volkszählung 2016 betrug die Einwohnerzahl des Schahrestan 60.431. Die Alphabetisierung lag bei 85 Prozent der Bevölkerung. Knapp 60 Prozent der Bevölkerung lebten in urbanen Regionen.
| Zensusjahr | Einwohnerzahl |
| ---------- | ------------- |
| 2011       | 56.837        |
| 2016       | 60.431        |